# 라데 크루니치
라데 크루니치(보스니아어: Rade Krunić, 1993년 10월 7일 ~ )는 보스니아 헤르체고비나의 축구 선수로, 포지션은 미드필더이며 현재 세르비아 수페르리가의 츠르베나 즈베즈다 소속이다.